# Cumaru
Pour les articles homonymes, voir Cumaru (homonymie).
Cumaru est une ville de l'État brésilien du Pernambouc.